# セフォベシン
セフォベシン(INN;cefovecin)とはイヌやネコの皮膚感染症で承認されているセファロスポリン系抗生物質。コンベニア注(Convenia)の商品名でファイザーより販売されている。

## 承認と使用法
セフォベシンは初めに欧州連合(EU)において2006年6月に承認された。アメリカ合衆国では2008年6月まで承認されなかった。